# Nital

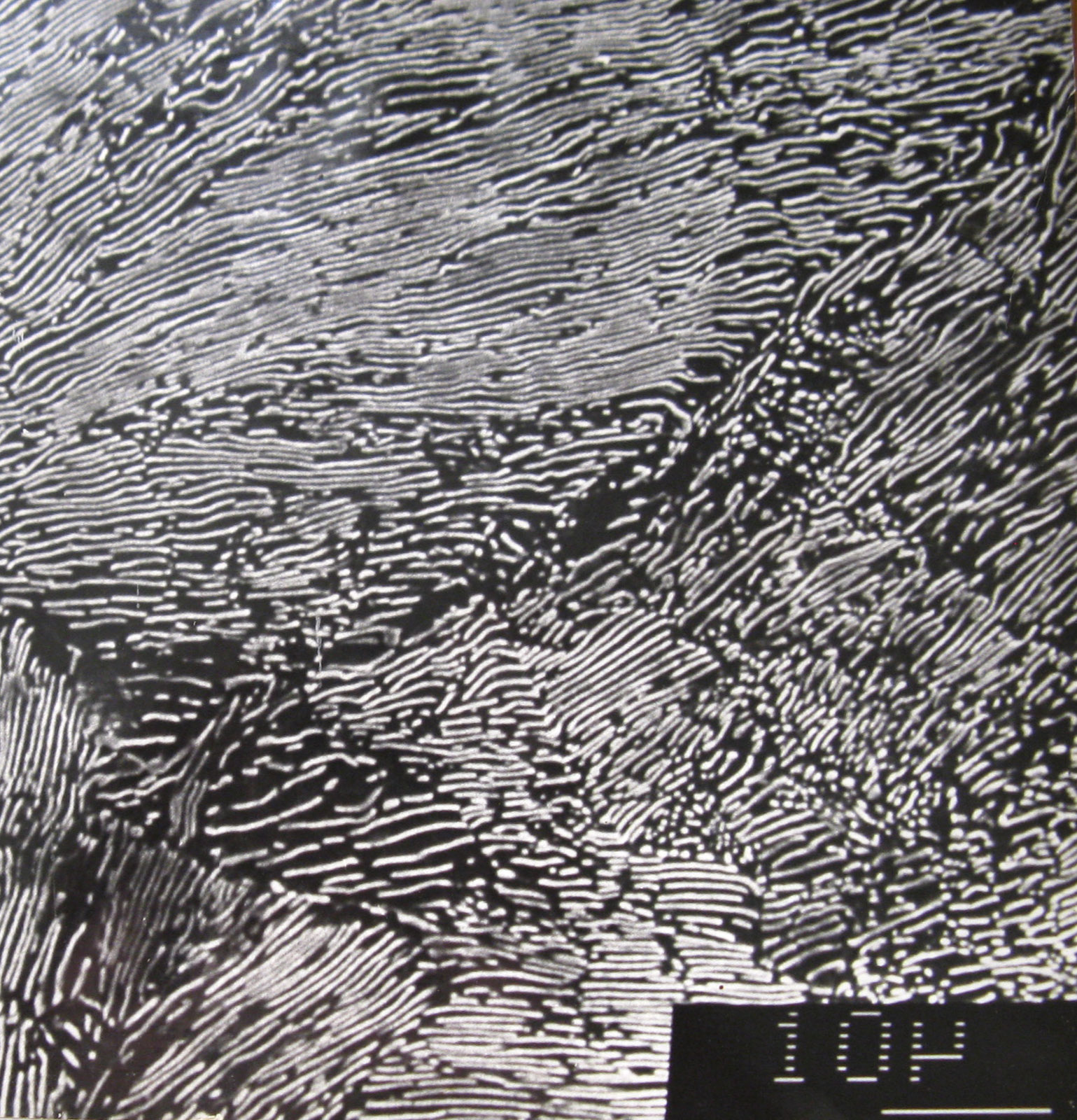
SEM-bild av perlitlameller, efter etsning med Nital, i ett stål med 0,8 % kolhalt.

Nital är en kemisk lösning som består av salpetersyra och alkohol. Nital används ofta som etslösning för att etsa fram ståls mikrostruktur. Vanliga koncentrationer är 1-10 vikt-%. Över 10 vikt-% blir lösningen explosiv.